# 小林且弥
小林 且弥（こばやし かつや、1981年12月10日 - ）は、日本の俳優、映画監督。山口県下関市出身。

## 略歴
最初はモデルクラブにいたが、高校を卒業して大学1年の時に一念発起して事務所（スタッフ・ポイント）に入る。
2001年春に「東京コレクション」でモデルとしてデビューし、2002年に『東京ぬけ道ガール』（日本テレビ）で俳優デビューを果たす。2016年には、4月4日スタートの『猫のひたいほどワイド』（テレビ神奈川）で火曜日MCを担当し、初めてMCに挑戦する。2017年9月に所属事務所をスタッフ・ポイントからenchanteへと移籍。2021年3月2日に持病の変形性股関節症悪化の治療専念のために、芸能活動休止と5年間務めた『猫のひたいほどワイド』の火曜日MCを降板を発表した。
2021年12月28日に行われた・ひまわりの【シンるひま】の第二部『ジャングルジャナイトクルーズ』の日替わりゲストとして出演。2022年4月6日から17日まで公演される予定のる・ひまわりの新作公演『象』での初演出が決定した。
2024年、映画『水平線』で初の映画監督を務める。

## 人物
身長188cm、体重73kg。趣味はキックボクシング、映画鑑賞、散歩、英会話、仕込み。特技はサッカー、フットサル、バレーボール（ジュニアオリンピック出場経験有り）。愛称は「コバカツ（さん）」や「かつにぃ」。
「なぜ役者になろうと思ったか?」との質問に、「うちが貧乏だったんで。やる前は単純に、有名になりたいとかお金持ちになりたいとか、そういうことですよね。全然違いましたけど。役者になろうと思ったのは、やってみてからです。世の中に意外と蔓延している、“伝わらない”っていうあきらめ感みたいなものってあると思うんです。役者という仕事は、一瞬だけでも、何か込めたりできるじゃないですか。役者をやっていなかったら、そういうものを信じなかったと思うんですけど、伝わるものってあるんだろうなっていうのが、やればやるほどわかるし、できている人をみると羨ましいし、自分もそうなりたいなって思いますから」と答えている。
松田優作の甥であり、松田龍平・松田翔太・松田ゆう姫兄妹のいとこにあたるが、自らはそのことを語りたがらない。

## 出演
太字は主演

### テレビドラマ
- 恋するトップレディ 第7話（2002年2月19日、関西テレビ）
- 東京ぬけ道ガール（2002年2月、日本テレビ）
  - 東京ぬけ道ガールリターンズ（2002年5月5日、日本テレビ）
- 春ランマン（2002年4月 - 6月、関西テレビ） - 谷山茂雄 役
- ツーハンマン 第8話（2002年8月30日、テレビ朝日）
- 狂った果実2002（2002年9月9日、TBS）
- 負け組キックオフ（2002年10月4日、テレビ朝日）
- さそり（2004年6月、BS-i）
- ビー・バップ・ハイスクール（2004年6月16日、TBS） - テル（藤本輝夫） 役
- ラブ・ジャッジ2（2004年12月28日、TBS） - ラブパンチのホスト 役
- 不機嫌なジーン 第5・6・8・9話（2005年2月14日・21日・3月7日・14日、フジテレビ） - 猿丸 役
- ごくせん 第2シリーズ 第3・10話（2005年1月29日・3月19日、日本テレビ） - 工藤広樹 役
- ほんとにあった怖い話 第2シリーズ 第13回「さよなら俊彦」（2005年2月7日、フジテレビ）
- 金田一耕助シリーズ「神隠し真珠郎」（2005年7月18日、TBS） - 鵜藤誠司 役
- スパイ道 第2シリーズ 第8話（2005年10月6日、BS-i）
- 59番目のプロポーズ（2006年7月11日、日本テレビ） - ケンジ 役
- チェケラッチョ!! in TOKYO 第3・5・8 - 10話（2006年4月26日・5月10日・6月14日 - 28日、フジテレビ）
- ザ・コテージ（2006年7月23日、WOWOW） - 赤峰司 役
- ドラゴンフライ（2006年10月29日、WOWOW） - 龍 役
- Xenos 見知らぬ人 第1 - 4・6 - 12話（2007年1月12日 - 2月2日・16日 - 3月30日、テレビ東京） - 山崎周平 役
- 仮面ライダーカブト 最終話（2007年1月21日、テレビ朝日） - オダ 役 ※友情出演
- プロポーズ大作戦 第5・6話（2007年5月14日・21日、フジテレビ） - 仁王淳治 役
- 特急田中3号 第7話（2007年5月25日、TBS） - 岩代 役
- ファースト・キス 第2話（2007年7月16日、フジテレビ）
- 浅草ふくまる旅館 第3話（2007年10月22日、TBS） - 青年（借金男） 役
- 蒼い瞳とニュアージュ（2007年11月25日、WOWOW）
- 侍ショートフィルム 第2話 勘違い「APRIL FOOL（エイプリールフール）」（2007年12月23日、BS-i）
- ZERO ゼロ（2008年1月2日、MTV）
- 白と黒（2008年6月30日 - 9月26日、東海テレビ） - 桐生章吾 役
- 空飛ぶタイヤ 第1・2話（2009年3月29日・4月5日、WOWOW）
- 緑川警部 VS 86人の容疑者（2009年6月22日、TBS） - 久保田誠 役
- 任侠ヘルパー 第1・4・7 - 10話（2009年7月9日・30日・8月20日 - 9月10日、フジテレビ） - 鷲津組構成員 役
- コールセンターの恋人 第6話（2009年8月14日、テレビ朝日・朝日放送） - 山本一平 役
- 傍聴マニア09 第5話（2009年11月、読売テレビ） - 茅ヶ崎哲也 役
- 雅の世界・百人一首（2010年1月2日、NHK総合） - 朗読
- 853〜刑事・加茂伸之介 第5話（2010年2月18日、テレビ朝日） - 速水卓也 役
- 四つ葉神社ウラ稼業 失恋保険〜告らせ屋〜 第6話（2011年5月12日、読売テレビ） - 柏田敏明 役
- 死刑基準（2011年9月25日、WOWOW）
- ウルトラゾーン 第8話「不良怪獣ゼットン」（2011年12月4日、tvk） - 赤王高校・赤沼 役
- 開拓者たち（4回版：2012年1月1日 - 22日、NHK BSプレミアム / 6回版：2012年3月17日 - 31日、NHK BSプレミアム / 4月3日 - 5月8日、NHK総合） - 木戸浦進作 役
- 明日をあきらめない…がれきの中の新聞社〜河北新報のいちばん長い日〜（2012年3月4日、テレビ東京）
- ヒトリシズカ 第3話（2012年11月4日、WOWOW） - 吉岡 役
- 忘れないで夢を〜漫画家やなせたかしと妻・暢（のぶ）〜（2013年1月12日、NHK BSプレミアム）
- かみばな〜日本には八百万の神様がいるかもしれない〜（2013年4月、BS11） - 空の神様 役 ※友情出演
  - かみばな 最終回（2013年7月9日、BS11） - オオヤマツミ 役
- LINK（2013年10月6日 - 11月3日、WOWOW）
- 福家警部補の挨拶 第1話（2014年1月14日、フジテレビ） - 三室勘司 役
- 地の塩（2014年2月16日 - 3月9日、WOWOW）
- デパート仕掛け人!天王寺珠美の殺人推理7（2014年5月17日、朝日放送） - 立花明斗 役
- マルホの女〜保険犯罪調査員〜 第8・最終話（2014年6月6日・13日、テレビ東京） - 入江信太 役
- 硝子の葦〜garasu no ashi〜（2015年2月 - 3月、WOWOW） - 佐野渉 役[9]
- 犯罪科学分析室 電子の標的（2015年5月13日、テレビ東京） - 竹内義彦 役
- ドS刑事 第10・最終話（2015年6月13日・20日、日本テレビ） - 赤沢久 役
- バブリシャスロード アニキと俺物語（2015年10月7日 - 12月30日、BS11） - 主演・野上喜哉 役
- メディカルチーム レディ・ダ・ヴィンチの診断（2016年10月 - 12月、関西テレビ） - 高杉祐樹 役
- ホテル警備隊 田辺素直（2016年12月25日、テレビ東京） - 高木正義 役
- 相棒15 第15話（2017年2月15日、テレビ朝日） - 小松崎洋一 役
- あいの結婚相談所 第2話（2017年8月4日、テレビ朝日） -  三浦秋信 役
- ハケンのキャバ嬢・彩華 第9話（2017年12月11日、朝日放送[注釈 1]） - 鶴橋勇太 役
- 監査役 野崎修平（2018年1月14日 - 3月4日、WOWOW） ‐ 沖田浩二 役
- 声ガール! 第2・3話（2018年4月15日・22日、朝日放送） - 須永 役
- 不発弾〜ブラックマネーを操る男〜 第1・2話（2018年6月10日・17日、WOWOW） - 成田和也 役
- 絶対零度〜未然犯罪潜入捜査〜 第4話（2018年7月30日、フジテレビ） ‐ 立石悠馬 役
- 拝み屋怪談 4話・11話・12話 (2018年8月、ひかりTV、 dTVチャンネル)
- 連続ドラマＷ 頭取 野崎修平  (2019年1月、WOWOW)- 沖田浩二役[10]
- 広告会社、男子寮のおかずくん[11]（2019年1月15日 - 3月19日、tvk） ‐ 北一平 役[12]
- 日曜プライム 警視庁・捜査一課長 新作スペシャルⅠ（2019年7月7日、テレビ朝日） - 矢的大吉 役
- 課長バカ一代（2020年1月12日 - 、BS12 トゥエルビ） - 剣崎宗一 役[13]
- チョコレート戦争（2020年1月10日 - 3月27日、tvk） - 松井俊二 役[14]

### 映画
- 少年（2002年、監督：旦雄二）
- 棒たおし!（2003年、監督：前田哲） - クラスメイト 役
- ROCKERS（2003年、監督：陣内孝則） - 仲よし會総長 役
- かまち（2003年、監督：望月六郎） - チーマー 役
- キル・鬼ごっこ（2003年、監督：小沼雄一） - ヨウイチ 役
- 自殺マニュアル2〜中級編〜（2003年、監督：小沼雄一）
- スクールウォーズHERO・泥だらけの栄光（2004年、監督：関本郁夫） - 後藤信吾 役
- 最後の晩餐 The Last Supper（2004年、監督：福谷修） - 下田刑事 役
- コンクリート（2004年、監督：中村拓） - 尾崎弘明 役
- トマトジュース（2004年、監督：齋藤孝）
- YUMENO（2005年、監督：鎌田義孝） - ヨシキ 役
- せかいのおわり（2005年、監督：風間志織） - 金くん（元カレ） 役
- 絶対恐怖 Pray プレイ（2005年、監督：佐藤祐市）
- リンダリンダリンダ（2005年、監督：山下敦弘） - 大江一也 役
- スクールデイズ（2005年、監督：守屋健太郎） - 間宮 役
- ゴーグル（2005年、監督：桜井剛）
- 楽園 -流されて-（2005年、監督：亀井亨） - 中国人青年 役
- ワン・ショット・トゥ・ラブ〜走れ!カメラ小僧!!〜（2005年、監督：松岡寛） - 静夫 役
- BUBU AGAIN ブブ・アゲイン（2005年、監督：秋吉久美子）
- 胸キュンBomb!（2005年、監督：セツダトモイチロウ）
- 劇場版 仮面ライダーカブト GOD SPEED LOVE（2006年、監督：石田秀範） - 織田秀成 / 仮面ライダーヘラクス 役
- チェケラッチョ!!（2006年）※カメオ出演
- 放郷物語 THROWS OUT MY HOMETOWN（2006年、監督：飯塚健） - 高橋哲平 役
- ザ・コテージ The cottage（2006年、監督：葉山陽一郎） - 赤峰司 役
- ドラゴンフライ（2006年、監督：香月秀之） - 龍 役
- 角川ホラーシネマ〜ラブサイコ〜青い鳥（2006年、監督：安達正軌）
- ラブ サイコ/妖赤のホラー（2006年、監督：岡嶋寛人）
- STAY（2007年、監督：古田亘）
- 観察 永遠に君を見つめて（2007年、監督：横井健司） - 羽生田順 役
- Dear Friends（2007年）
- 彩恋 SAI-REN（2007年、監督：飯塚健）
- Little DJ〜小さな恋の物語（2007年、監督：永田琴）
- 真木栗ノ穴（2007年、監督：深川栄洋） - 赤坂栗生 役
- 蒼い瞳とニュアージュ（2007年、監督：水谷俊之）
- ビルと動物園（2008年、監督：齊藤孝） - 主演・大村慎 役[15]
- キズモモ。（2008年、監督： 山本透） - 佐々木洋介 役
- ボディ・ジャック（2008年、監督：倉谷宣緒） - 福田修二 役
- THE3名様 スピンオフ 人生のピンチを救うパフェおやじの7つの名言（2008年、監督： 福田雄一）
- ネコナデ（2008年、監督：大森美香） - 山下カズキ 役
- スラッカーズ（2009年5月、監督：村松正浩）
- ランニング・オン・エンプティ（2009年、監督：佐向大） - 主演・ヒデジ 役[3]
- ロストパラダイス・イン・トーキョー（2010年、監督：白石和彌）[注釈 2] - 主演・黒崎幹生 役[16]
- あまっちょろいラブソング（2010年、監督： 宮田宗吉） - 荒井 役
- DOG×POLICE 純白の絆（2011年、監督：七高剛）
- シンクロニシティ（2011年6月、監督：田中情）[注釈 3] - 主演・岡崎 役[17]
- 死刑基準（2011年、監督：水谷俊之）
- ジーン・ワルツ（2011年、監督：大谷健太郎）
- ふるさとがえり-Going home-[18]（2011年、監督：林弘樹） - 柘植尊志 役
- 荒川アンダーザブリッジ（2012年、監督：飯塚健）
- 凶悪（2013年9月、監督：白石和彌） - 五十嵐邦之 役
- マエストロ!（2015年、監督：小林聖太郎） - 伊丹秀佳 役
- 日本のいちばん長い日（2015年、監督：原田眞人） - 稲葉正夫中佐 役[19]
- 惑う After the Rain[20]（2016年、監督：林弘樹） - 木部徹 役
- 日本で一番悪い奴ら (2016年、監督 : 白石和彌）
- あゝ、荒野[21]（2017年、監督：岸善幸） - 立花劉輝 役
- 去年の冬、きみと別れ（2018年、監督：瀧本智行） - 加谷保 役
- ゼニガタ[22]（2018年、監督：綾部真弥） - 銭形静香 役
- DTC -湯けむり純情篇- from HiGH&LOW[23]（2018年、監督：平沼紀久）
- ヌヌ子の聖☆戦〜HARAJUKU STORY〜[24]（2018年、監督：進藤丈広）
- 初恋〜お父さん、チビがいなくなりました[25]（2019年、監督：小林聖太郎） - 山崎 役[26]
- 広告会社、男⼦寮のおかずくん 劇場版（2019年、監督：三原光尋） - 北一平 役[27]
- 疑惑とダンス（2019年、監督：二宮健）[28][29]
- 太陽の家（2020年、監督：権野元）
- のぼる小寺さん（2020年、監督：古厩智之） - 国領 役
- POP!（2021年、監督：小村昌士） - 庄司 役
- 高野豆腐店の春（2023年8月18日、監督：三原光尋） -  村上ショーン務 役[30]

### 短編映画
- 海ガメの約束（2016年、監督：倉谷宣緒）-  沢田源治 役
- girlies（MVクリエーターの末田健監督による『Clubteria』の中の16mm映画）

### Vシネマ
- 萌えキュン@MOVIE 猫耳少女キキ（2006年） - 高木と元カノの共通の友人 役
- 工業哀歌バレーボーイズ（2006年8月1日） - 河井 役
- 喧嘩の極意（GPミュージアム） - 新吾 役
  - 喧嘩の極意1（2008年11月25日）
  - 喧嘩の極意2（2009年1月25日）
  - 喧嘩の極意3（2009年4月25日）
  - 喧嘩の極意4（2009年7月25日）
  - 喧嘩の極意5（2009年12月25日）
  - 喧嘩の極意6（2010年2月25日）

### ネットドラマ
- まほろば[31] 第1・2話（2007年12月22日） - 酒井拓也 役
- クラフトガールズ 第5話（2012年10月、Ustream編成番組）
- リアルタイムドラマ〜ジオラマ〜[32]（2013年11月1日、ニコニコ動画） - 美術商 役
- ハケンのキャバ嬢・彩華 第9話（2017年12月4日、AbemaTV[注釈 1]） - 鶴橋勇太 役
- チェイス 第1章（2017年12月22日、アマゾンジャパン） - 渡辺俊哉 役

### 舞台
- 時速246億 第1回公演「ファニーバニー」（2007年5月29日 - 6月3日、新宿SPACE107）
- 時速246億 第2回公演「燃え尽きる寸前の光」（2008年1月17日 - 23日、シアターVアカサカ）
- 新春戦国鍋祭〜あんまり近づきすぎると斬られちゃうよ〜（2011年1月7日 - 16日、サンシャイン劇場） - 明智光秀 役
- 大江戸鍋祭〜あんまりはしゃぎ過ぎると討たれちゃうよ〜（2011年12月23日 - 26日、明治座 / 31日、梅田芸術劇場） - 不破数右衛門 役
- We Love兄さん!!〜ボクらの兄さん、イケてなくなくない?〜（2012年4月3日 - 10日、ラフォーレミュージアム原宿） - ドン・コバヤシ 役
- FUNNY BUNNY -鳥獣と寂寞の空-（2012年4月19日 - 30日、青山円形劇場）
- MACBETH（2012年8月11日 - 19日、ラフォーレミュージアム原宿） - ダンカン王 / 門番 / 医者 / 魔女 役
- 銀河英雄伝説 輝く星 闇を裂いて（2012年11月15日 - 19日、東京国際フォーラム） - カール・フォン・デア・デッケン 役
- ドリームジャンボ宝ぶね 〜けっしてお咎め下さいますな〜（2013年1月6日 - 13日、青山劇場 / 26日、梅田芸術劇場） - 井上馨 役
- 『弱虫ペダル』箱根学園篇〜眠れる直線鬼〜（2013年1月30日 - 2月6日、紀伊國屋サザンシアター） -  主演・福富寿一 役
- ミュージカル『薄桜鬼』沖田総司篇（2013年3月14日 - 24日、サンシャイン劇場） - 天霧九寿 役
- 英雄のうた（2013年4月30日 - 5月3日、青山円形劇場） - コック 役
- ミュージカル『薄桜鬼』土方歳三篇（2013年10月2日 - 11日、日本青年館） - 天霧九寿 役
- 歳末明治座 る・フェア〜年末だよ!みんな集合!!〜（2013年12月21日 - 24日、明治座 / 12月31日、NHK大阪ホール） - 安達盛長 役
- 聖☆明治座・るの祭典〜あんまりカブると怒られちゃうよ〜（2014年12月19日 - 27日、明治座 / 梅田芸術劇場メインホール） - 黒田官兵衛 役
- 晦日明治座 納め・る祭〜あんまり歌うと攻められちゃうよ〜（2015年12月 - 1月、明治座 / 梅田芸術劇場メインホール） - 桓武天皇 役
- 僕のリヴァ・る（2016年2月18日 - 21日、新国立劇場 小劇場）[33]
- 英雄の運命（2016年9月17日 - 19日、よみうり大手町ホール） - ツェルニー 役[34]
- SENGOKU WARS ～RU・TENエピソード2～ 猿狸合戦（2017年2月25日、東京芸術劇場 シアターイースト）- 日替わりゲスト[35]
- THE YASHIRO CONTE SHOW「魔王コント」（2017年4月12日 - 16日、本多劇場）[36]
- ゆく年く・る年冬の陣 師走明治座時代劇祭（2017年12月29日、明治座） - 第2部日替わりゲスト[37]
- 僕のド・るーク（2019年3月7日 - 10日、オルタナティブシアター）[38]
- THE BLANK! 〜近松門左衛門 空白の十年〜（2019年9月14日 - 25日、よみうり大手町ホール / 27日 - 29日、COOL JAPAN PARK OSAKA TTホール）[39]
- 鈴木勝秀×る・ひまわり「ウエアハウス-double-」（2020年1月25日 - 2月2日、新国立劇場 小劇場） - 主演・ルイケ 役[40]
- 「完全にそうだけど恋をしようよ」（2020年9月5日、OFF-OFFシアター） - カツッティ 役、ゲスト出演 映像出演 人間役 声の出演 コバカッティ 役
- る・ひまわり「チャオ！明治座祭10周年記念特別公演忠臣蔵討入・る祭」（2020年12月28日 - 31日、明治座） -   主演・大石内蔵助 役[41]
- る・ひまわり「ジャングルジャナイトクルーズ」（2021年12月28日、明治座） - 日替わりゲスト出演

### CM
- コカコーラ（2002年）
- AU「家族割りサービス編」（2002年）
- エースコック はるさめヌードル（2004年）
- 任天堂「DS えいご漬け編」（2006年）
- ネスカフェ レギュラーソリュブルコーヒー あのお店でも「レストランアイ編」（2013年12月）
- SUBARU スバル インプレッサ スポーツ「グライダー篇」（2015年）
- Amazon「犬との生活篇」（2019年3月）
- TAKEO KIKUCHI「ビジネススタイル2020」（2020年3月）

### イベント
- 大江戸鍋祭忠臣蔵はとバスツアー（2011年11月26日、泉岳寺 - 皇居 - 吉良邸跡 - 明治座）
- 公開録画＆カウントダウンイベント「神話（かみばな）〜日本には八百万の神様がいる〜」（2012年12月31日、赤坂ACTシアター）
- DA2-DANZIN アジアツアーファイナルトーキョーインライブ（2013年10月12日、ディファ有明） - MC

### その他のテレビ番組
- 戦国鍋TV 〜なんとなく歴史が学べる映像〜（2010年、tvk 他）
  - 戦国武将がよく来るキャバクラ 第4回 - 黒田官兵衛 役
  - 大阪ハイスクール - 徳川家康 役
- 猫のひたいほどワイド（2016年4月5日 - 2021年3月2日、テレビ神奈川） - 火曜MC、持病の治療のため2021年3月をもって番組を降板。

### 配信番組
- 石渡真修のシネマスクール （2020年9月1日、ニコニコチャンネル）
- キャストサイズチャンネル『平野良のおもいッきり木曜日』第六十六夜 （2020年11月26日、ニコニコチャンネル）
- チャオ！明治座祭10周年記念特別公演『忠臣蔵 討入・る祭』振り返・るトーク（2021年2月7日 - 13日、Streaming+[42]）

## 監督作品
- 水平線（2023年12月8日（先行上映：福島県・フォーラム福島）[8]、2024年3月1日（全国上映）[8]）